# Periophthalmus weberi
Periophthalmus weberi är en fiskart som beskrevs av Eggert, 1935. Periophthalmus weberi ingår i släktet Periophthalmus och familjen smörbultsfiskar. Inga underarter finns listade i Catalogue of Life.